# Білорусь на зимових Олімпійських іграх 2010
Білорусь на зимових Олімпійських іграх 2010 представлена 50 спортсменами в 6 видах спорту.

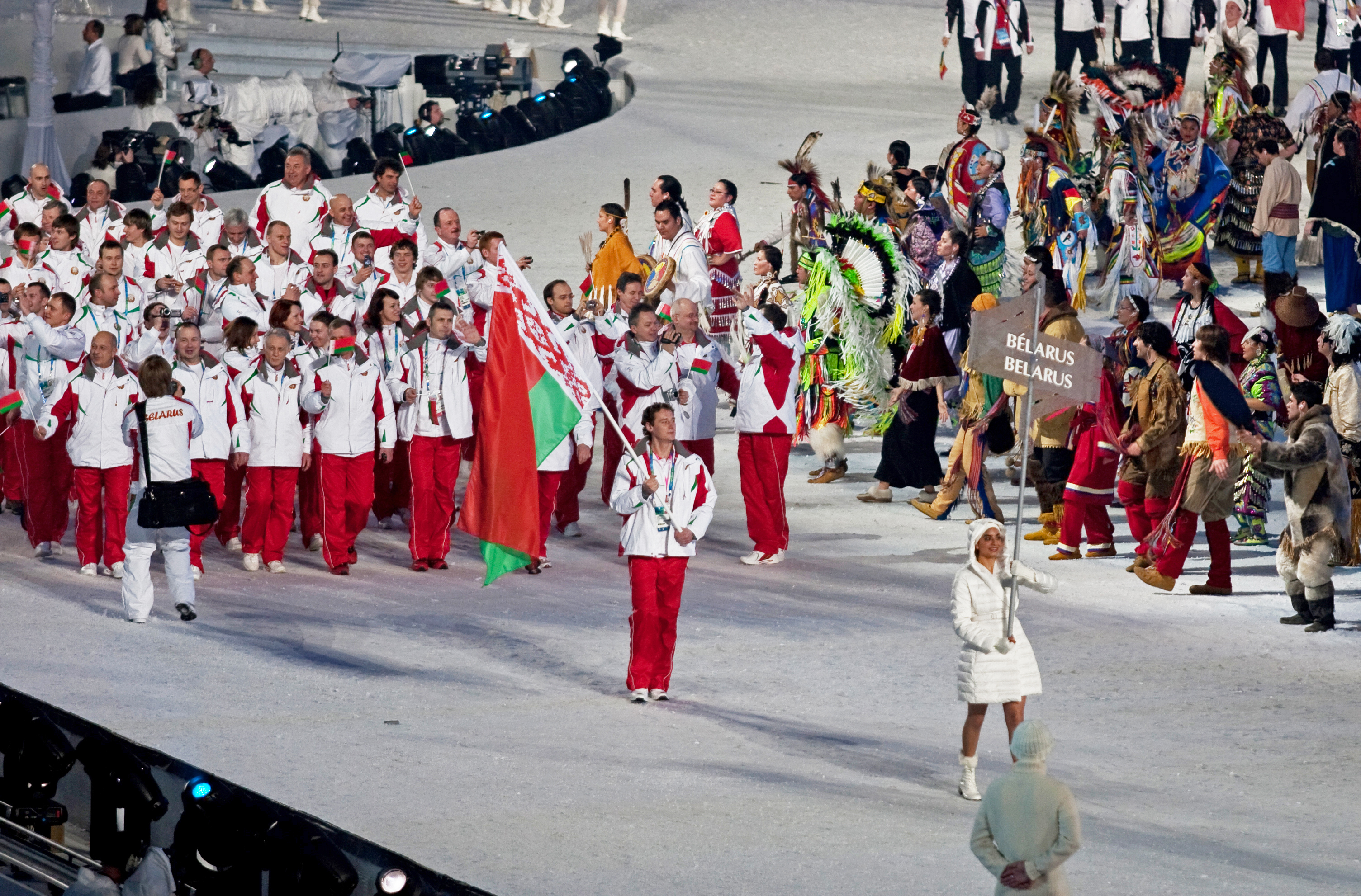
Збірна Білорусі під час Параду націй на церемонії відкриття Олімпіади

## Медалісти
Золото
| Золото |                |                                |
| №      | Спортсмени     | Вид спорту (дисципліна)        |
| 1      | Олексій Гришин | фристайл, повітряна акробатика |

Срібло
| Срібло |                |                                       |
| №      | Спортсмени     | Вид спорту (дисципліна)               |
| 1      | Сергій Новіков | Біатлон, індивідуальна гонка на 20 км |

Бронза
| Бронза |                 |                                       |
| №      | Спортсмени      | Вид спорту (дисципліна)               |
| 1      | Дарія Домрачева | Біатлон, індивідуальна гонка на 15 км |